# Elacatinus evelynae
Az Elacatinus evelynae a csontos halak (Osteichthyes) főosztályának a sugarasúszójú halak (Actinopterygii) osztályába, ezen belül a sügéralakúak (Perciformes) rendjébe, a gébfélék (Gobiidae) családjába és a Gobiinae alcsaládjába tartozó faj.

## Előfordulása
Az Elacatinus evelynae előfordulási területe az Atlanti-óceán nyugati felén van, főleg a Bahama-szigetek és a Kis-Antillák környékén. Azonban még megtalálható a Nagy-Antillákon, a Karib-térség nyugati részén és Dél-Amerika északi partvonalának mentén is.

## Megjelenése
A leghosszabb példányok, csak 4 centiméter hosszúak. A hátúszóján 7 tüske és 12 sugár, míg a farok alatti úszóján 1 tüske és 11-12 sugár van. A szemei előtt sárga csíkok láthatók, melyek az orra hegye felé futva majdnem összeérnek V alakot rajzolva. A felső ajka előbbre nyúlik, mint az alsó. Az orrától fekete csík indul hátrafelé, mely a szem alatt és a kopoltyúfedő felső felén vonul át; a testén kiszélesedik és a farokúszó végéig tart.

## Életmódja
Trópusi halfaj, mely a korallszirteken él, 1-53 méteres mélységek között. A 22-27 Celsius-fokos vízhőmérsékletet kedveli. A szirteket látogató nagyobb halfajokat tisztogatja; emiatt a tápláléka azok élősködői. A párok életre szóló párkapcsolatot alkotnak.

## Felhasználása
Az akváriumok számára ipari mértékben fognak be belőle. Fogságban is tenyészthető.

## Képek

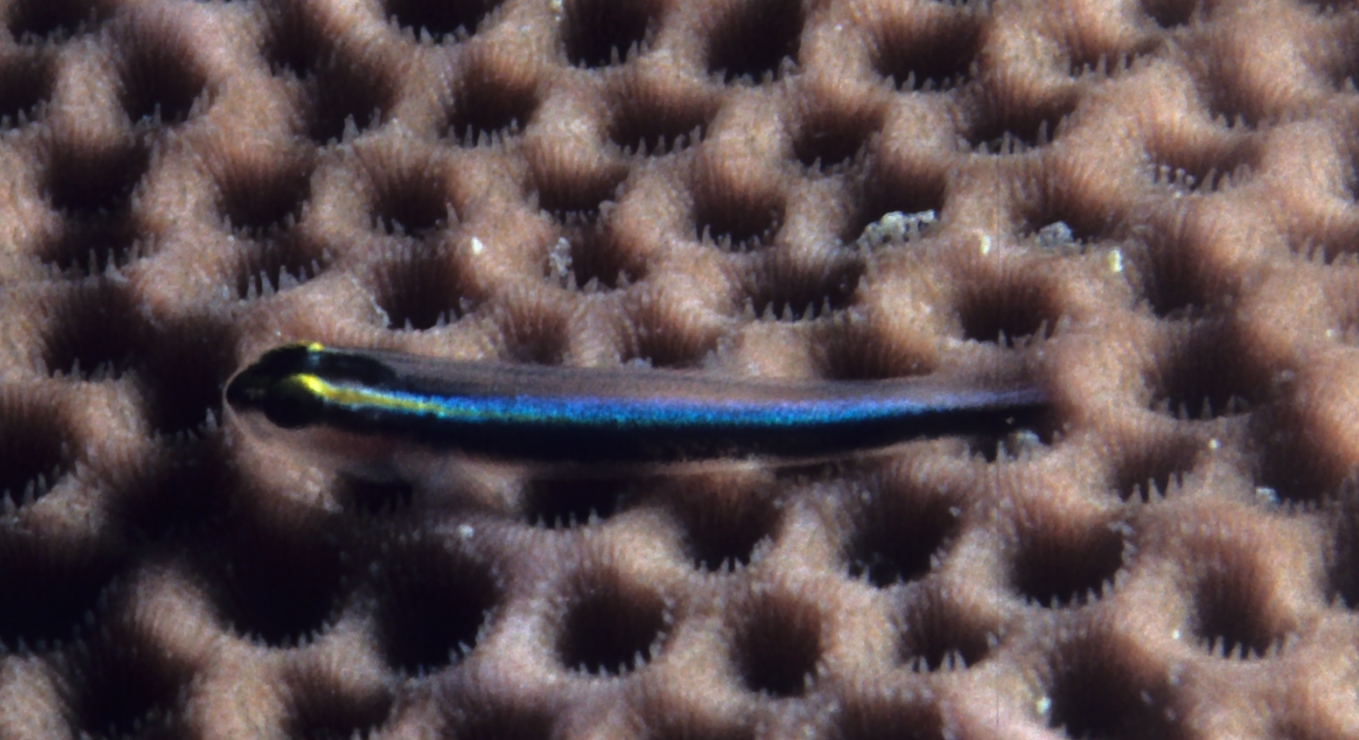
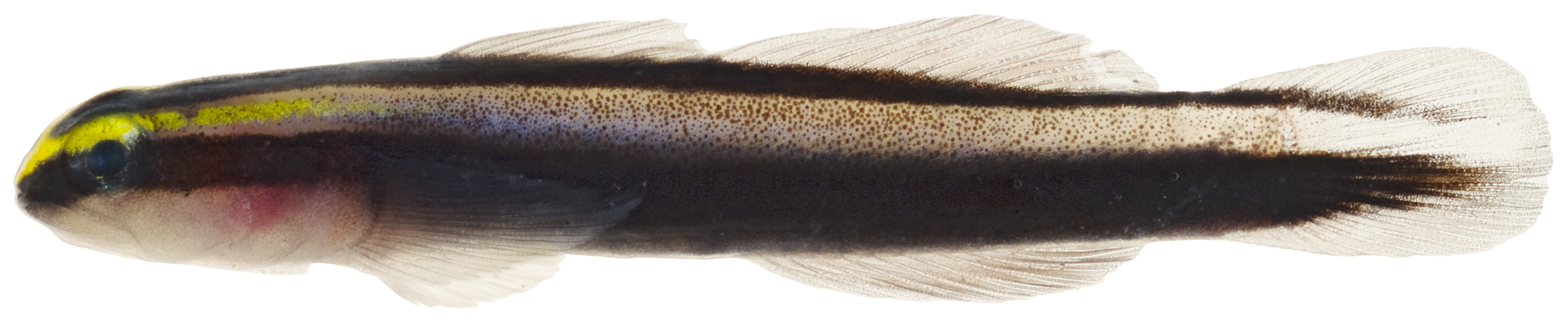
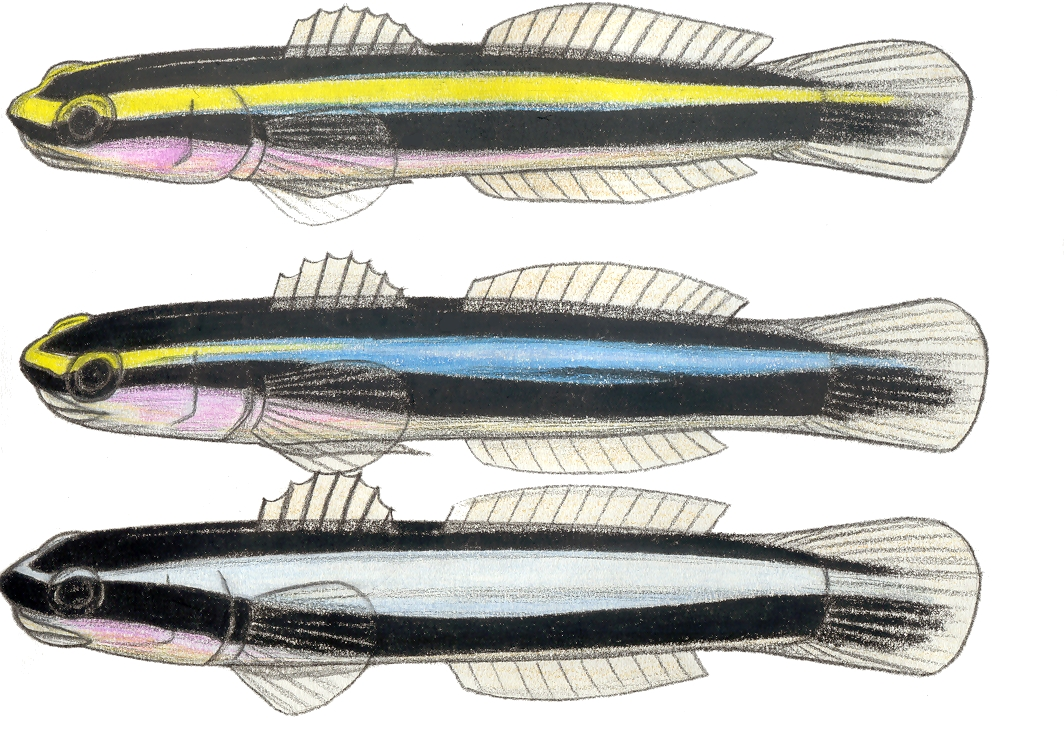